# Claudine Thévenet
Claudina Thévenet (Lió, 30 de març de 1774 - 3 de febrer de 1837) fou una religiosa francesa que fundà la Congregació de Religioses de Jesús-Maria. És venerada com a santa per l'Església Catòlica.

## Primers anys
Segona de set germans, davant dels quals tenia una forta influència, i coneguda amb el nom de Glady, va viure l'esclat de la Revolució Francesa quan tenia 15 anys. El gener de 1794 va viure l'execució de dos dels seus germans, que li van demanar que perdonés els assassins. Aquestes paraules canviaren el curs de la seva vida, perquè decidí dedicar-se a alleujar el patiment causat per la Revolució donant a conèixer el missatge del cristianisme, sobretot entre els joves.

## Fundació de la congregació
El sacerdot André Coindre l'ajudaria a concretar aquesta tasca, que aviat comptà amb el suport d'un grapat de persones, en la fundació de la Congregació de les Religioses de Jesús-Maria el 6 d'octubre de 1818. El 1820 la nova Congregació es va traslladar al davant del santuari de Notre-Dame de Fourvière, on va rebre l'aprovació canònica de la diòcesi del Puy el 1823 i de Lió el 1825. El fi de la congregació, que inicialment era atendre els nens pobres fins a la majoria d'edat, passà a ser l'educació cristiana de totes les classes socials.

## Procés de canonització
Fou beatificada el 4 d'octubre de 1981 i canonitzada el 21 de març de 1993 per sant Joan Pau II. La seva festa litúrgica és el 3 de febrer.